# Osmannisk forfølgelse af alevitter
Den osmanniske forfølgelse af alevitter kendes bedst i forbindelse med den osmanniske sultan Selim 1.'s regeringstid (1512-1520) og dennes krig mod safaviderne i 1514. Men der findes eksempler, der indikerer, at der allerede eksisterede problemer over for alevitisk-relaterede grupper i Osmannerriget siden 1300-tallet.

## Forfølgelsen af alevitisk-relaterede grupper før 1500-tallet

### 1300-tallet
Osmanniske problemer med heterodokse muslimske grupper fandtes allerede i 1300-tallet. Et eksempel på dette ses i Seyyid Ali Sultan's (også kaldt Kızıldeli) hagiografi, der bl.a. nævner en vis dervish kaldt Seyyid Rüstem (d. 1421). Seyyid Rüstem kom i problemer med lokale osmanniske embedsmænd, til trods for at han havde en personlig aftale med sultan Orhan 1. om at få tildelt noget jord. Da embedsmanden havde hørt om Seyyid Rüstem, opbrød han: "hvor vover denne torlak at lave en mark på min jord og afvige fra adlydelse? Hvordan kan han bosætte sig der uden min tilladelse?" Her skal det nævnes at benævnelsen torlak var en typisk og oftest nedladende betegnelse for qālandar-ordenen.
Dette markerer også en drejning i den osmanniske stat til i højere grad at følge ortodoks islamisk lov (sharia), hvilket ikke faldt i god jord blandt de mere tolerante og mystiske dervish'er. Dette er også et eksempel på, hvordan de osmanniske sultaner gik fra at være stamme- og klanledere som havde været situationen for Osman 1. og Orhan 1.. Den efterfølgende periode er således kendetegnet ved at være mere centralistisk styret, hvilket medførte bortskaffelsen af en række lokale lederskaber.

### 1400-tallet
Den osmanniske stat må herefter have forårsaget større utilfredshed blandt heterodokse grupper, da man i 1400-tallet ser et stigende antal oprør og problemer inden for rigets grænser. Af de mest bemærkelsesværdige eksempler, kan nævnes Sheikh Bedreddin-oprøret som indledtes i 1416. Dette oprør menes at være forårsaget af en kombination af socio-økonomiske og religiøse problemer. Oprøret, som også blev støttet af ikke-muslimer, blev til sidst nedkæmpet, og Sheikh Bedreddin blev sammen med sine apostle (halife) henrettet i 1420.
Det vides også at den heterodokse shiitiske sekt, hurufiyya var meget udbredt i Iran og Anatolien, og at de førte propaganda i store dele af Osmannerriget. I 1445 lykkedes en gruppe hurufitter at komme til den daværende sultan, Mehmed 2., med hensigten om at invitere ham til den hurufitiske tro. Sultanen gav dem lov til at tale for deres sag, og viste også klare tegn på interesse for deres mystiske doktriner. Dette vakte utilfredshed blandt Mehmed II's nærmeste embedsmænd, som dog ikke kunne tage direkte affære. Derfor fik de hjælp af en lærd ved navn Fakhr al-Din 'Ajami, som foregav at være interesseret i hurufitternes tro og derfor inviterede lederen af de tilstedeværende hurufitter til sit hjem. Men da hurufitten uddybbede sin tro, kunne Fakhr al-Din ikke holde sig fra at udbryde "kætter!". Hurufitten forsøgte derefter at søge tilflugt hos Mehmed II, som dog blev kuet af Fakhr al-Din's aggressive adfærd og derfor holdt tilbage med at forsvare sine gæster. Hurufitterne blev efterfølgende ført til den nye moske i Edirne, hvor Fakhr al-Din offentligt fordømte deres tro og prædikede for de spirituelle belønninger, man ville opnå ved at deltage i at udryddelsen af deres tro. Hurufi-ordenen blev derefter beordret til at lave et stort bål til at brænde deres egen leder med. Lederen blev herefter smidt på bålet og de andre hurufitter blev på anden vis henrettet.
Denne hændelse bekræfter også det førnævnte eksempel med Orhan 1., hvor sultanens sympati for torlak'erne også blev ødelagt af embedsmænd. I den efterfølgende del af Mehmed II's regeringstid blev Osmannerriget udvidet mod både vest og øst, og fik derved indlemmet områder, hvor der var en større tilbøjelighed for heterodoksi. Hurufitter og andre heterodokse sufi-ordener blev herefter fortsat udsat for forfølgelse og massakrer i forskellige egne af Osmannerriget.
I midten af 1400-tallet opstod der også stridigheder mellem Osmannerriget og det semi-autonomiske Karaman-område. Stridighederne resulterede i at Mehmed II i 1468-1474 fordrev stammer, som muligvis var qizilbāsh’er, fra dette område til Rumelien og i 1475 gjorde han en ende på Karaman-styret.

## Forfølgelsen af alevitter efter 1500-tallet

### Under Bayezid II (1481-1512)
Under sultan Bayezid II forværredes forholdet mellem staten og heterodokse grupper yderligere. Allerede ved drabet af den safavidiske leder Sheik Hāydār i 1488 havde den osmanniske sultan Bayezid II i et brev givet til udtryk, at "nyheden har flerdoblet min glæde", og omkring Hāydār's tilhængere, qizilbāsh'erne, sagde han: "må Gud forbande Hāydār's kætteriske følgere." Kun fire år senere, i 1492, blev sultanen forsøgt likvideret af en dervish og et dokument fra 1501 afslører også, at Bayezid II havde beordret henrettelsen af alle de qizilbāsh'er som blev fanget i at rejse til Iran. Resten af hans regeringstid var også præget af en masse qizilbāsh-oprør, som Bayezid II bekæmpede ved at deportere tusindvis af qizilbāsh'er fra Anatolien til nogle nyerobrede kystområder i Grækenland: Morea, Modon, Coron og Lepanto. Begrundelsen for disse deporteringer var, at qizilbāsh'erne ifølge de religiøse lærde var "vantro".
Den ældst bevarede religiøse kendelse (fatwa) på qizilbāsh'erne blev også udstedt under Bayezid II af den daværende osmanniske mufti Hamza Saru Görez (d. 1512).

### Under Selim I (1512-1520)
Bayezid II's søn, Selim I, mente dog ikke at hans far var tilstrækkelig hård over for qizilbāsh'erne. Som guvernør af Trabzon, havde han på nært hold fået bekendtskab til safaviderne og qizilbāsh'ernes fremgang i Iran og Østanatolien. Imod sin fars vilje havde han også flere gange mobiliseret militære styrker og gået til angreb på safavidisk jord. Det vides også at Selim I havde et meget stort had over for shia-muslimer generelt, specielt de heterodokse qizilbāsh'er. Derfor slog han tre af sine brødre ihjel og tvangsafsatte sin far for selv at komme til magten. Han sendte derefter sin far Bayezid II af sted på "ferie", hvorefter også han blev dræbt.
Noget af det første Selim I gjorde som sultan, var at få den osmanniske sheikh ul-islam, ibni Kemal (d. 1533), til at udstede en ny fatwa mod qizilbāsh'erne, for endnu engang at retfærdiggøre og legitimicere drab af qizilbāsh'erne. Derefter samlede han en kæmpehær på 200.000 mand for at lede en umotiveret krig mod safaviderne. På sin vej mod Safavideriget i øst, opsøgte Selim I og førte register over de qizilbāsh'er, som han havde sporet. 40.000 qizilbāsh'er blev derved massakreret, og Selim I fortsatte derefter sin fremfærd mod Safavideriget. I den osmanniske kilde Selimşâh-nâme står der følgende:
 Her şeyi bilen Sultan, o kavmin etbâını kısım kısım ve isim isim yazmak üzere, memleketin her tarafına bilgiç katipler gönderdi; yedi yaşından yetmiş yaşına kadar olanların defterleri divâna getirilmek üzere emredildi; getirilen defterlere nazaran, ihtiyar-genç kırk bin kişi yazılmıştı; ondan sonra her memleketin hâkimlerine memurlar defterler getirdiler; bunların gittikleri yerlerde kılıç kullanılarak, bu memleketlerdeki maktullerin adedi kırk bini geçti.
Den alvidende sultan [Selim I] har sendt nøjagtive skribenter til alle egne af landet for at notere tilhængerne af den gruppe [qizilbāsh'erne], del for del og navn for navn; det er blevet beordret at hente registret på alle fra syv til halvfjersårs-alderen til Divan [en højtstående administrerende institution under Osmannerriget]; ifølge de medbragte registrer, var fyrretusinde personer, gamle og unge, noteret; derefter tog embedsmænd registrer med til dommerne i alle egne [af landet]; de steder de tog hen, dræbtes over fyrretusinde ved sværd i de egne.

#### Slaget ved Chāldirān (1514)
Med Selim 1. i spidsen, indgik Osmannerriget i 1514 en krig mod Safavideriget, hvilket endte med en osmannisk sejr.
Chāldirān symboliserer et vigtigt vendepunkt for qizilbāsh'erne, da denne krig var kulminationen på den lange osmannisk-safavidiske stridighed. Krigen markerede desuden også tabet af det eneste håb om tryghed, som qizilbāsh'erne havde tilbage.
Selim's regeringstid markerede endnu en ting, nemlig at Det Osmanniske Rige med erobringen af Mameluk-sultanatet, nu officielt blev et islamisk kalifat, hvor styreformen var baseret på ortodoks islamisk lov (sharia).

### Efter Selim I
Efter Selim I's regeringstid fortsatte de efterfølgende sultaner den samme hårde kurs mod qizilbāsh'erne i Anatolien. Qizilbāsh'erne reagerede på denne undertrykkelse ved i stigende grad at gøre oprør mod det osmanniske styre. Disse hyppige oprør fortsatte med jævne mellemrum frem til starten af 1600-tallet.
Den ekstremt heftige stemning fra 1500- og 1600-tallet blev dog efterhånden afdæmpet lidt, men undertrykkelsen af qizilbāsh'erne fortsatte frem til Osmannerrigets kapitulation.

### Typiske forfølgelsesmetoder
Fra begyndelsen af 1500-tallet blev den osmanniske administration specialiseret i at "jagte" qizilbāsh'er. Dette århundrede var måske det mest rædsomme århundrede for alevitterne. De blev både forfulgt for at sympatisere med safaviderne, men også på grund af deres "kætteriske" tro. For at fange qizilbāsh'erne benyttede den osmanniske stat sig af forskellige metoder.
At være "qizilbāsh" var i sig selv en forbrydelse og qizilbāsh'erne blev derfor holdt under konstant overvågning. Nogle af de mest benyttede overvågnings- og forfølgelsesmetoder i Osmannerriget var:
- Forfølgelse på baggrund af andres opfordringer/anmeldelser.[11]
- Åbent eller skjult forfølgelse.[12]
- Ved at spørge personer der blev anset som mere "troværdige" eller "objektive" som f.eks. embedsmænd eller sunnitter.[13]

### Typiske afstraffelsesmetoder
Osmannerne havde også forskellige afstraffelsesmetoder over for qizilbāsh'erne. En stor del af afstraffelserne fandt sted ved at opdigte en grund til at slå dem ihjel. Disse falske anklager blev også ofte ført ned i de formelle procedurer, for at få dem til at virke mere realistiske. I de tilfælde, hvor de dømte qizilbāsh'er havde mange sympatisører eller relaterede, passede man også på med ikke at dræbe for mange ad gangen, for at undgå eventuelle optøjer.
Nogle af de mest anvendte afstraffelser var:
- Fordrivelse: Mange qizilbāsh'er blev fordrevet til Cypern og afskåret fra deres landsby og familier, men de qizilbāsh'er der var halife'er blev henrettet med det samme.[17] De mest typiske fordrivelsessteder var Cypern, Modon, Coroni, Budun(?) og Plovdiv.[18]

- Fængsling: Nogle blev også fængslet[19] og derefter oftest fordrevet til Cypern, for at afskære dem fra deres familie.[20]

- Tvangsarbejde: En anden afstraffelsesmetode var at sende qizilbāsh'erne til tvangsarbejde på skibe (kürek mahkumiyeti), hvor de skulle arbejde som roere.[21]

- Drukning: Nogle qizilbāsh'er blev henrettet ved at blive druknet i Halys-floden (Kızılırmak).[22], andre blev henrettet "på stedet"[23]. Andre gange blev qizilbāsh'er henrettet alene med det formål, at afskrække andre qizilbāsh'er og give dem en "lærestreg".[23]

- Henrettelse: Denne metode som i de osmanniske arkiver oftest benævntes siyaset eller hakkından gelme, var måske den mest benyttede afstraffelsesmetode af qizilbāsh'erne.

- Stening: Selvom stening normalt kun blev brugt mod folk, der havde bedrevet hor, blev denne afstraffelsesmetode dog også brugt på qizilbāsh'er. Der er et eksempel på en qizilbāsh ved navn "Koyun Baba", som blev stenet på grund af sin tro.[24]

## Religiøse kendelser (fatwa'er)
Den første religiøse kendelse på qizilbāsh’erne har formentligt været udstedt under Bayezid II inden for de første år af 1500-tallet, men den ældste fatwa, der er bevaret, tilhører Hamza Saru Görez (d. 1512), som var en osmannisk mufti under Bayezid II's regeringstid:
 Ey Müslümanlar bilin ve haberdar olun ki, reisleri Erdebiloğlu İsmail olan Kızılbaş topluluğu, Peygamberimizin şeriatını, sünnetini, İslam dinini, din ilmini, iyiyi ve doğruyu beyan eden Kuran’ı küçük gördüler. Yüce Tanrı'nın yasakladığı günahlara helal gözü ile baktılar. Kutsal Kuran'ı, öteki din kitaplarını tahkir ettiler ve onları ateşe atarak yaktılar. Hatta kendi melun reislerini Tanrı yerine koyup ona secde ettiler. Hazreti Ebu Bekir'e, Hazreti Ömer'e söğüp, onların halifeliklerini inkar ettiler. Peygamberimizin karısı Ayşe anamıza iftira ettiler ve sövdüler. Peygamberimizin şeriatını ve İslam dinini ortadan kaldırmayı düşündüler. Onların burada bahsedilen ve bunlara benzeyen öteki kötü sözleri ve hareketleri benim ve öteki bütün İslam dininin alimleri tarafından açıkça bilinmektedir. Bu nedenlerden ötürü şeriat hükmünün ve kitaplarımızın verdiği haklarla, bu topluluğun kafirler ve dinsizler topluluğu olduğuna dair fetva verdik. Onlara sempati gösteren, batıl dinlerini kabul eden ve yardımcı olanlar da kafir ve dinsizdirler. Bu gibi kimselerin topluluğunu dağıtmak bütün Müslümanlar’ın vazifesidir. Bu arada, Müslümanlar’dan ölen kutsal şehitlerin yeri cenneti ala'dır. O kafirlerden ölenler ise, hakir olup cehennemin dibinde yer tutacaklardır. Bu topluluğun durumu kafirlerin (kitap sahibi Hristiyan ve Yahudiler'in) halinden daha kötüdür. Bu topluluğun kestiği veya gerek şahinle gerek ok ile gerekse köpek ile avladığı hayvanlar murdardır. Onların gerek kendi aralarında gerekse başka topluluklarla yaptıkları evlenmeler muteber değildir. Bunlara miras bırakılmaz. Sadece İslam'ın Sultanı'nın, onlara ait kasaba varsa, o kasabanın bütün insanlarını öldürüp mallarını, miraslarını, evlatlarını alma hakkı vardır. Ancak bu mallar İslam’ın Gazileri arasında taksim edilmelidir. Bu toplamadan sonra onların tövbe ve nedametlerine  inanmamalı ve hepsi öldürülmelidir. Hatta bu şehirde onlardan olduğu bilinen veya onlarla birlik olduğu tesbit edilen kimse öldürülmelidir. Bu türlü topluluk hem kafir  ve imansız hem de kötülük yapan kimselerdir. Bu iki sebepten onların öldürülmesi vacibdir. Dine yardım edenlere Allah yardım eder, Müslümana kötülük yapanlara Allah da kötülük eder.
Åh muslimer vid og vær klar over, at qizilbāsh-folket, hvis leder er Ismail søn af Ardabil, har set ned på vores Profets love (sharia), sædvane (sunna), religionen islam, religionsvidenskaben samt Koranen, som angiver, hvad der er rigtigt og forkert. De har anset den Store Guds forbud som værende tilladt. De har krænket den Hellige Koran og brændt den ved at smide den i ilden. De har endda set deres egen forbandede leder som Gud og prostreret sig til ham. De har forbandet og benægtet kalifatet af den ædle Abu Bakr og Umar. De har tilsvindet og forbandet Profetens kone, vores moder Aisha. De har tænkt sig at udrydde Profetens love (sharia) og religionen islam. Deres andre dårlige udsagn og adfærd som ligner hvad der her er fortalt, kendes klart og tydeligt af både mig og resten af de islamiske lærde. Derfor har vi i overensstemmelse med de religiøse loves (sharia) bestemmelser og de i vores bøgers givne rettigheder, udstedt en kendelse (fatwa) om at denne befolkning er vantro og hedensk. At ødelægge sådan en befolkningsgruppe er enhver muslims pligt. De hellige martyr-muslimer der i denne sammenhæng dør, vil opnå det højeste paradis (jannat ul-âlâ). De vantro som dør, får foragteligt en plads i det dybeste helvede. Denne befolknings tilstand er værre end de vantro [ kristne og jøder ]. De dyr, som denne befolkning slagter, er urene (murdar), hvad enten det er ved falkejagt, med bue eller med hund. De ægteskaber de indgår imellem hinanden, eller med andre befolkningsgrupper er ikke gyldige. De har ikke ret til arv. Hvis de bor i en landsby, er det kun Islams Sultan, der har ret til at overtage deres ejendomme og værdier og ret til at tage deres børn ved at slå alle landsbyens beboere ihjel. Disse værdier kan kun fordeles mellem Islams Soldater. Efter denne indsamling, skal man ikke lytte til deres angren og fortrydelser, men skal slå allesammen ihjel. Hvis det endda vides at der i denne her by befinder sig nogle af, eller nogen der støtter dem, skal disse slås ihjel. Denne type befolkningsgruppe er både vantro og hedensk og på samme tid nogen som gør skade. Af disse to grunde er det nødvendigt (vajib) at slå dem ihjel. Gud hjælper dem, der hjælper religionen og skader dem, der gør skade på en muslim.

## Forbydelsen af bektashi-ordenen (1826)
Bektashitterne, som i mellemtiden havde nydt godt af en osmannisk accept, blev i 1800-tallet også udsat for forfølgelser. Dette kom efter det osmanniske opbrud med det bektashitiske janitshar-korps i 1826.
Ifølge historikeren Patrick Kinross, havde den daværende sultan Mahmud II bevidst tilskyndet janitsharerne til at gøre oprør som et led i sultanens "kup imod janitsharerne". Sultanen informerede dem igennem en fatwa, at han var i færd med at skabe en ny hær, organiseret og trænet i overensstemmelse med europæiske standarder. Som forventet gjorde janitsharerne derefter mytteri og avancerede mod sultanens palads. I den følgende kamp gik der ild i janitsharernes barakker på grund af artilleriets skudangreb. Dette resulterede i at 4.000(-8.000) janitsharer blev dræbt. De overlevende blev enten fordrevet eller henrettet og deres ejendele blev konfiskeret af sultanen. Denne begivenhed kaldes Vaka-i Hayriye (Den Lykkevarslende Hændelse).
De resterende janitsharer blev derefter henrettet ved halshugning i et tårn i Thessaloniki, som senere blev kaldt "Blodtårnet". I denne sammenhæng udstedtes også en (fatwa) der tillod udryddelsen og forbrydelsen af den bektashitiske sufi-orden. Bektashi-ordenens daværende leder, Hamdullah Çelebi, blev i første omgang dømt til døden, men derefter sendt i eksil til Amasya, hvor hans mausoleum i dag findes. Hundredvis af bektashi-tekke'er blev lukket og de fungerende dervish'er og baba'er blev enten henrettet eller fordrevet. Nogle af de lukkede tekke'er blev overdraget til den sunnitiske naqshbandi-orden. Det hele resulterede i at 4.000-7.500 bektashitter blev henrettet og mindst 550 store bektashi-klostre (dergâh) blev revet ned.
Den officielle begrundelse for forbydelsen af bektashi-ordenen var "kætteri" og "moralsk afvigelse".

## Implikationer af forfølgelserne
Den århundrede lange undertrykkelse har medført en generel frygt hos alevitterne. Dette har betydet at de stadig indtil for nylig har haft en tendens til at holde deres identitet skjult over for fremmede. Alevitters religiøse forsamlinger (ayin-i cem) er også blevet foretaget i skjul, med adskillige vagter til at holde opsyn. Undertrykkelsen har også været en af grunden til, at alevitter oftest afholdte deres religiøse forsamlinger (ayin-i cem) om natten.
Det er også bemærkelsesværdigt at de fleste alevitiske landsbyer og bosættelser i dag er meget afsides beliggende. De er oftest placerede i høje bjergområder, i dybe dale, eller omgivet af tætte skovområder. Det er kun de færreste alevi-landsbyer som ligger på frodige og jævne landområder. Det er netop forfølgelsen af alevitterne under Osmannerriget, der har været skyld i, at alevitterne søgte tilflugt i bl.a. bjergene for at undgå at tiltrække opmærksomhed. Den tyrkiske provins Tunceli er et godt eksempel på dette. Tunceli er den provins med den højeste andel af alevitter i Tyrkiet, og er netop kendt for at være et "svært gennemtrængeligt" og goldt bjergområde.
Desuden har mange af de beskyldninger og falske rygter, som blev sat i omløb af 1500-tallets Osmannerrige, kunnet overleve frem til dig i dag. Dette har medført at alevitter flere gange er blevet udsat for verbale angreb og krænkelser i det offentlige samt på tv.
Disse omstændigheder har også bevirket, at alevitter har følt sig som andenrangsborgere, selv efter grundlæggelsen af den demokratiske republik Tyrkiet. Hvis man i Tyrkiet præsenterer sig som muslim, anses det stadigvæk ofte som en selvfølge, at man er en "standard" sunni-muslim. Og alevitter bliver også ofte vurderet ud fra en sunnitisk synsvinkel, hvorfor de tit bliver nødt til at skulle forklare sig om emner, som hvorfor de ikke beder i moskéer eller faster under ramadanen. Mange alevitter efterspørger derfor en mere tolerant og mangfoldighedsbevidst tilgang, der kan anerkende og acceptere alevitterne som de er, i stedet for at blive redefineret og konstant udspurgt.
Det er dog først for nylig, at man i Tyrkiet er begyndt at tage højde for alevitterne og oprigtigt forsøge at anerkende deres eksistens.